# Eriosoma ulmipumicola
Eriosoma ulmipumicola är en insektsart. Eriosoma ulmipumicola ingår i släktet Eriosoma och familjen långrörsbladlöss. Inga underarter finns listade i Catalogue of Life.